# Dame tu amor (canción de Selena y los Dinos)
«Dame tu amor» es una canción del grupo Selena y Los Dinos de su álbum Alpha. Fue lanzada como el tercer y último sencillo del álbum el 10 de noviembre de 1986. Fue escrito por el padre de Selena, Abraham Quintanilla, y el tecladista Ricky Vela y producida por Manny R. Guerra.
En 1998, la canción fue seleccionada para el álbum de remezclas de Selena titulado Anthology. Fue remezclada en versión mariachi.
En el año 2006, la canción ingresó en la lista Billboard Hot Ringtones en Estados Unidos durante una semana en la posición n.º 31.

## Antecedentes y composición
"Dame tu amor" fue escrito en 1985 por Abraham Quintanilla y el tecladista Ricky Vela. Selena tenía 14 años de edad durante las sesiones de grabación para la canción, y más tarde fue incluida en su segundo disco, Alpha, en 1986. Rolando Hernández realizó las partes de guitarra, mientras Vela utilizó sus teclados para grabar las partes de piano de la canción mientras que las voces adicionales fueron proporcionados por el exguitarrista del grupo, Roger García.

## Créditos
| - Primera voz - Selena Quintanilla - Guitarra - Rolando Hernández - Teclados - Ricky Vela - Coros (Voces adicionales) - Roger García | - Productor - Manny R. Guerra - Grabación y mezcla - Amen Studios (San Antonio, Tx.) - Composición - Abraham Quintanilla III • Ricky Vela |